# بهشت روشنی
بهشت روشنی جایگاهی مینوی در دین مانی و جایگاه پدر روشنایی یا زروان می باشد. روان مردمان پس از آمیختگی با تاریکی به اسارت جهان که آفریده تاریکی است رفت و بالاخره در پایان کار روان مومنان به سوی بهشت نو باز خواهد گشت تا به روشنایی ابدی بپیوندند. نورهای الهی نهفته در روان مردمان پس از مرگ ایشان به ترتیب از جهان خاکی به ماه، از آنجا به خورشید و از خورشید به بهشت نو رسیده و از آنجا راهی دیار روشنایی می شوند.

## منبع
- اسطوره آفرینش در آیین مانی.دکتر ابوالقاسم اسماعیل پور.نشر کاروان.چاپ سوم.۱۳۸۵